# Ciljani čvor
U računarstvu, ciljani čvor je čvor u grafu koji zadovoljava definisane kriterijume za uspeh ili prekid.
Heuristički algoritmi veštačke inteligencije, kao što su A* ili B*, pokušavaju da pronađu takve čvorove za optimalno vreme, definisanjem rastojanja do ciljnog čvora. Kada je ciljani čvor dostignut, A* definiše rastojanje do ciljanog čvora kao 0 i rastojanja ostalim čvorovima kao pozitivne vrednosti.